# Oakland (Maryland)
Oakland is een stad in Garrett County in de Amerikaanse staat Maryland. Oakland is de zetel hoofdplaats van het county. Het is een kleine stad, wat in Amerika wordt aangeduid als town. Bij de telling van 2000 kende Oakland 1880 inwoners.
De plaats werd gesticht als The Wilderness Shall Smile. Wat duidt op het feit dat van oorsprong in een wildernis was, het is gelegen in de bergen. Bij het groter worden van de plaats kreeg het de naam Yough Glades. De plaats groeide dankzij steenkolenindustrie. In 1849 werd met de bouw van nieuwe gebouwen aanzet gezet voor officiële status. De plaats werd dat jaar ook omgedoopt naar Oakland. Een jaar later werd het al officieel erkend. In 1884 kwam er spoorlijn te liggen bij Oakland. Men bouwde er ook een treinstation, dat officieel werd geopend in 1885. Het treinstation werd ontworpen door E.F. Baldwin.
De stad werd uiteindelijk de hoofdplaats van Garrett County. Het ziekenhuis van de county is gevestigd in de stad, Garrett County Memorial Hospital genaamd evenals het museum de County’s Historical Society Museum.
Oakland is bekend door de grote victoriaanse huizen die aan de grote straten met veel bomen staan.

## Geografie
Volgens het United States Census Bureau beslaat de plaats een oppervlakte van
5,5 km², geheel bestaande uit land. Oakland ligt op ongeveer 739 m boven zeeniveau.

## Plaatsen in de nabije omgeving
De onderstaande figuur toont nabijgelegen plaatsen in een straal van 16 km rond Oakland.

## Voetnoten
1. ↑  (en)  U.S. Board on Geographic Names. Topical Gazetteers Populated Places. Hoogtecijfers van National Elevation Dataset